# Strada europea E63
La E63 è una strada europea che collega Sodankylä a Turku. Come si evince dalla numerazione, si tratta di una strada intermedia con direzione nord-sud.

## Percorso
La E63 è definita con i seguenti capisaldi di itinerario: "Sodankylä - Kemijärvi - Kuusamo - Kajaani - Kuopio - Jyväskylä - Tampere - Turku".